# Ghindărești
Ghindărești é uma comuna romena localizada no distrito de Constanța, na região de Dobruja. A comuna possui uma área de 14.59 km² e sua população era de 2747 habitantes segundo o censo de 2007.